# Marino Marini
Marino Marini (n. 11 mai 1924, Seggiano, Toscana, Italia – d. 20 martie 1997, Milano, Italia) a fost un cantautor italian.